# Donkey Kong Country: Tropical Freeze
Donkey Kong Country: Tropical Freeze, conocido en Japón como Donkey Kong: Tropical Freeze ( ドンキーコングトロピカルフリーズ ) es un videojuego de plataformas desarrollado por Retro Studios y publicado por Nintendo para Wii U. La quinta entrega de la serie Donkey Kong Country, Tropical Freeze, es una secuela directa del juego de Wii de 2010, Donkey Kong Country Returns, y se lanzó en febrero de 2014. Una versión mejorada para Nintendo Switch se lanzó en mayo de 2018.
En Tropical Freeze, Donkey Kong y su familia deben aventurarse a través de cinco islas para salvar su hogar, la Isla Donkey Kong, después de que esta sea congelada por los villanos Snowmads, un grupo de invasores de los mares del norte, que atacaron la isla en el cumpleaños de Donkey Kong. Al igual que su predecesor, el juego recibió críticas generalmente positivas. Se elogió el diseño de niveles, la jugabilidad y la banda sonora, aunque su alto nivel de dificultad generó opiniones más dispares.

## Argumento
Donkey Kong y sus amigos Diddy Kong, Dixie Kong y Cranky Kong están celebrando su cumpleaños, cuando de repente un copo de nieve sopla y apaga la vela de cumpleaños. Es entonces cuando los cuatro ven un grupo de vikingos antropomórficos navegando hacia Donkey Kong Island. El líder usa su cuerno mágico para soplar un fuerte viento helado que congela la isla y manda a los Kongs a una isla lejana. Sin dudar en ningún momento, Donkey Kong viaja a través de seis islas (incluyendo su casa congelada) para luchar contra una variedad de enemigos para regresar y recuperar su casa.

## Jugabilidad
El juego continúa desde la plataforma de desplazamiento lateral de las series de Donkey Kong Country, y se ve a Donkey Kong y sus amigos viajando a través de seis islas diferentes con el fin de derrotar a los Frigómadas. Como en el juego anterior, los jugadores controlan principalmente a Donkey Kong que es ayudado por un compañero, que proporciona capacidades adicionales a Donkey Kong, o bien, puede ser controlado individualmente por un segundo jugador. Junto a Diddy Kong, que regresa con su jetpack barril para cruzar grandes lagunas, se añaden dos personajes adicionales; Dixie Kong y Cranky Kong. Dixie tiene la capacidad de girar su cola de caballo en la hélice y lentamente descender por el aire, con un impulso inicial en la altura de la salida, lo que le permite a Donkey Kong volar para arriba hacía plataformas o elementos fuera de su alcance. Cranky, en una mecánica similar al videojuego de DuckTales, puede usar el bastón para rebotar en superficies peligrosas, tales como espinas puntiagudas y llegar a las zonas más altas, aparte de derrotar a ciertos enemigos que los demás Kongs no pueden. Además, el papel del juego anterior de Cranky como tendero es asumida por Funky Kong.
Las nuevas mecánicas adicionales incluyen:
- Kong-Pow. Al recoger los plátanos y llenar un medidor Kong-POW, Donkey Kong y su socio puede realizar un movimiento Kong-POW que derrota a todos los enemigos que aparecen en pantalla y sustituye cada uno de ellos con un elemento. Dependiendo de qué personaje sea su socio, los enemigos derrotados se convertirán en un elemento diferente (Diddy transforma a los enemigos en los globos de vida, Dixie transforma a los enemigos en los corazones de oro que permiten salud extra, y Cranky convierte a los enemigos en monedas banana).
- El regreso de las secciones de natación, ahora con los jugadores capaces de atacar mientras nadan.[5]
- La capacidad de arrancar y tirar objetos a los enemigos aturdidos, un mecánico inspirado en Super Mario Bros. 2.[6][7]

La versión de Nintendo Switch contará con Funky Kong como personaje jugable.

## Mundos
Son 5 islas, junto con la isla congelada de Donkey Kong y un mundo secreto:

### Manglares perdidos
Una isla repleta de manglares y barcos vikingos. Algo característico de esta isla también son los múltiples aviones varados. Tiene 4 niveles normales, 1 del jefe (Bompy, la foca) y 3 misteriosos (un nivel A, un nivel B y un nivel K).

### Cumbres otoñales
Una isla con muchos bosques, cavernas, molinos y globos aerostáticos. Tiene 6 niveles normales, 1 del jefe (Skowl, el búho gigante) y 3 misteriosos.

### Sabana brillante
Una isla con sabanas y bosques al estilo africano. También hay árboles incendiados y un feroz tornado. Tiene 6 niveles normales, 1 del jefe (Ba-Boom, el macaco triple) y 3 misteriosos.

### Cala de brisa marina
Una isla medio inundada, con muchos islotes y arrecifes gigantes. También se encuentra un pulpo gigantesco y airado. Tiene 6 niveles normales, 1 del jefe (Fugu, el pez globo) y 3 misteriosos.

### Jungla jugosa
Una selva con ríos y cataratas de jugo de uva, una fábrica que procesa frutas gigantes y una máquina destruyelotodo. Tiene 6 niveles normales, 1 del jefe (Bashmaster, el oso polar irrompible) y 3 misteriosos.

### Isla de Donkey Kong
Se trata de la casa de Donkey Kong congelada e invadida por los frigómadas. Tiene 8 niveles normales (cada uno representa un mundo de Donkey Kong Country Returns), 3 misteriosos y 1 del jefe final (Lord Frederick, el Rey de los Frigómadas parecido a King K. Rool primer villano de la franquicia del simio).

### Reclusión secreta
Un templo aéreo con 3 niveles normales, cada uno con obstáculos inusuales.

## Modo difícil
Es parecido al Modo Espejo de Donkey Kong Country Returns, se desbloquea al conseguir los 6 regalos de Donkey Kong (cada uno se encuentra al final de cada nivel K de cada mundo). Las únicas diferencias con el Modo Espejo son:
-Puedes escoger a cualquiera de los Kongs para jugar
-El nivel se transcurre normalmente (izquierda a derecha).

## Desarrollo
El juego fue anunciado por primera vez durante la presentación del Nintendo Direct en la E3 2013 el 11 de junio de 2013. 
El juego ha estado producido por Kensuke Tanabe, que habiendo trabajado anteriormente en Super Mario Bros. 2, ha incorporado algunos elementos de ese juego, ha estado dirigido por Ryan Harris y Vince Joly, y la banda sonora ha estado compuesta por David Wise (donde ha intervenido con la mayoría de las canciones), Daisuke Matsuoka, Minako Hamano, Shinji Ushiroda y Riyu Tamura (que han intervenido con canciones adicionales) y supervisada por Kenji Yamamoto, que también ha colaborado con varias canciones.
Un port para Nintendo Switch fue lanzado mundialmente el 4 de mayo de 2018. Éste incluye soporte para jugar con un Joy-Con, un punto de vida extra para todos los personajes y vehículos, y se añade además al personaje Funky Kong como jugable.

## Recepción
Al igual que su predecesor, Donkey Kong Country: Tropical Freeze recibió "críticas generalmente favorables" de parte de los críticos.
En Destructoid le dieron al juego un puntaje perfecto de 10 sobre 10, diciendo que "con la adición de opciones de control a la fórmula ya probada, la versión de Donkey Kong de Retro Studios es bastante perfecta". GamesRadar le dio al juego 4 de 5 estrellas, elogiando su presentación y desafío mientras criticaba el modo multijugador cooperativo. Game Informer le dio un 9.25 de 10, elogiando los niveles diciendo: "Prefiero tener una colección un poco más pequeña de los mejores niveles de Retro Studios que uno hinchado con etapas de menor calidad para alcanzar un número arbitrario Ese surtido finamente cultivado es exactamente lo que obtienes con Tropical Freeze, en lo que respecta al juego que tiene menos niveles que Devoluciones. GameTrailers le dio al juego un 9.1 de 10, elogiando las mejoras realizadas en la jugabilidad y la banda sonora "estelar". IGN le dio al juego un 9 de 10, elogiando el desafío del juego, el diseño de niveles y las batallas contra jefes. Colin McIsaac de Gamnesia eligió Tropical Freeze como un juego del año, llamándolo "una obra maestra de mecánica y del diseño de niveles" y citando el nivel Grassland Groove como "un potenciando de la experiencia sensorial, y tal vez incluso el nivel de plataformas más grande hecho hasta la fecha".
GameSpot, sin embargo, le dio al juego un 6 de 10, diciendo que las batallas contra los jefes y los segmentos de vehículos interesantes no compensaban el "diseño de nivel repetitivo y torpe" y la implementación deficiente de las nuevas mecánicas. GamesTM, que le dio un 7 de 10, encontró que el juego era tan difícil como sus predecesores, citando el enemigo y las colocaciones de obstáculos, y que los patrones lo asaltaron con al menos media docena de ataques diferentes y absorbieron muchos más de los tuyos antes de que acepten la derrota".
En su revisión de la versión de Nintendo Switch, GameSpot le dio a Tropical Freeze una evaluación más favorable, otorgando al juego un 9 de 10 y concluyendo: "Si se perdieron cuando el juego se estrenó en 2014, pruébalo hoy. resiste fácilmente el paso del tiempo". IGN se mantuvo en su puntuación de 9 de 10, señalando que "la adición de Funky Mode hace que el juego sea más accesible sin reducir la formidable dificultad de plataformas a un paseo por el parque".

### Ventas
En Japón, la versión para Wii U de Donkey Kong: Tropical Freeze vendió más de 70,000 copias durante su primer mes de lanzamiento. Durante sus primeros ocho días de lanzamiento en América del Norte, el juego vendió un estimado de 130,000 unidades. Este videojuego, junto con su predecesor, se agregaron a la etiqueta Nintendo Selects el 11 de marzo de 2016 en América del Norte.
Además de revisar mejor, la versión de Nintendo Switch de Tropical Freeze tuvo ventas más fuertes. Solo en Japón, el juego vendió aproximadamente 88,421 unidades en los primeros cinco días de lanzamiento, más del doble de su debut en Wii U.